# 56-та армія (СРСР)
П'ятдеся́т шо́ста а́рмія (56 А) (з 17 жовтня по 22 жовтня 1941 — 56-а окрема армія) — загальновійськова армія у складі Збройних сил СРСР під час Німецько-радянської війни з 17 жовтня 1941 по 20 листопада 1943.

## Командування
- Командувачі:
  - генерал-лейтенант Ремезов Ф. М. (листопад — грудень 1941);
  - генерал-майор Циганов В. В. (грудень 1941 — липень 1942);
  - генерал-майор Рижов О. І. (липень 1942 — січень 1943);
  - генерал-майор, з квітня 1943 — генерал-лейтенант Гречко А. А. (січень — жовтень 1943);
  - генерал-лейтенант Мельник К. С. (жовтень — листопад 1943)